# جون أفريك
جون أفريك (بالفرنسية: Jeune Afrique)‏ هي مجلة تصدر بالعاصمة الفرنسية باريس.
وقد بعثها التونسي البشير بن يحمد بتاريخ 17 أكتوبر/تشرين الأول 1960. وكانت في البداية تحمل عنوان أفريك أكسيون وتصدر بتونس. وكان قبل ذلك قد اختلف مع الرئيس التونسي الحبيب بورقيبة بسبب مقال نقدي كتبه ضد الحكم الفردي. ثم انتقل إلى روما ليصدر مجلته الجديدة من هناك ثم إلى باريس ليعطيها بُعدًا إفريقيًا فسماها جون أفريك أو إفريقيا الفتيّة منذ 21 نوفمبر/تشرين الثاني 1961.
- تطورت هذه المجلة الأسبوعية لتصبح مجموعة صحفية تصدر عنها عدة نشريات: من أهمها مجلة أفريك ماغازين الشهرية التي انطلقت عام 1983.
- من أهم الأسماء التي كتبت في جون أفريك فرانسوا سودان (بالفرنسية: François Soudan)‏، حميد برادة، سيراديو ديالو (بالفرنسية: Siradiou Diallo)‏، صوفي بسيس...
- كما تتولى مؤسسة جون أفريك إصدار الكتب وقد اهتمت خاصة بسير الزعماء الأفارقة المعاصرين مثل الحبيب بورقيبة ومعمر القذافي وتوماس سانكارا...

وأصدرت المجموعة نسخة عربية من جون أفريك اسمها «جون أفريك العربية» في 2004 وترأس تحريرها الصافي سعيد ولكنها توقفت عن الصدور.

## وصلات خارجية
- موقع مجموعة جون أفريك